# Idaea ostrinata
Idaea ostrinata là một loài bướm đêm trong họ Geometridae.